# Discestra saucia
Discestra saucia là một loài bướm đêm trong họ Noctuidae.